# Astronomiska uret i Prag

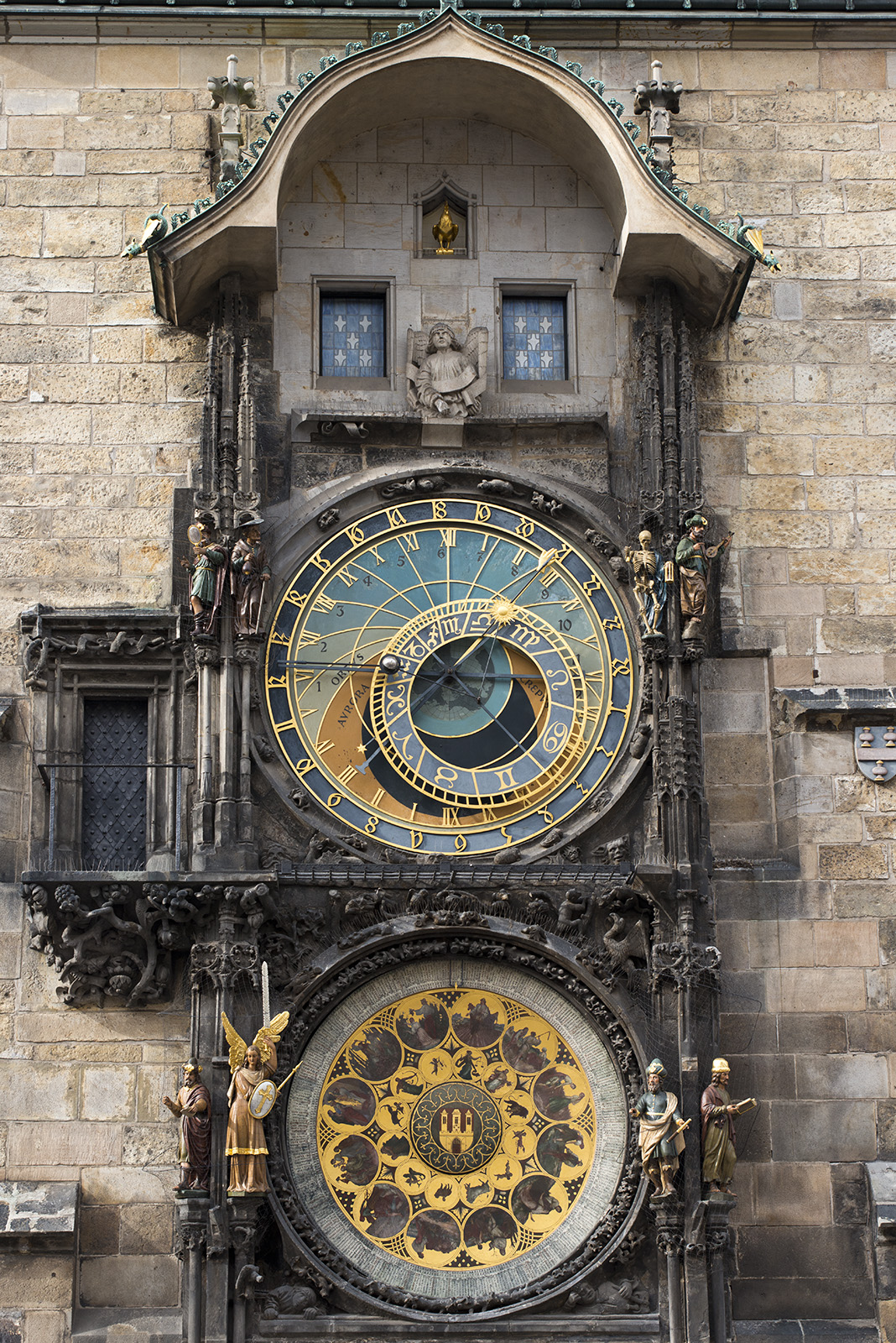
Astronomiska uret i Prag

Astronomiska uret i Prag (tjeckiska: Pražský orloj) är ett astronomiskt ur från 1400-talet som finns i Prag i Tjeckien. Det är beläget i Gamla staden, på den södra väggen av Prags rådhus.

## Detaljer hos uret

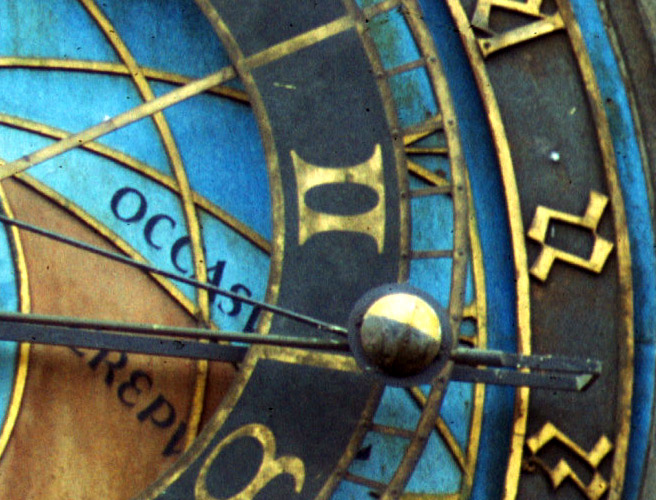
Månen när den är ungefär halv.

### Solen
Den gyllene solen rör sig genom zodiaken och visar därigenom sitt läge längs ekliptikan. Solen är fäst vid en arm med en gyllene hand. Tillsammans visar de tiden på tre olika sätt:
1. Den gyllene handen visar lokal tid i Prag mot de romerska siffrorna i bakgrunden.
2. Solens position på de gyllene linjerna visar tiden i tolftedelar från soluppgång till solnedgång.
3. Den gyllene handen visar mot den yttre ringen antalet timmar från solnedgången, i gammal tjeckisk tid.

Därutöver visas tiden för soluppgång och solnedgång av solens avstånd från urets centrum.
Solen och den gyllene handen drivs av ett kugghjul med 365 tänder.

### Månen
Månens rörelse längs ekliptikan visas på ett liknande sätt som solens, fast med högre fart, på grund av månens egenrörelse runt Jorden. Månens faser visas också. Månen drivs av ett kugghjul med 379 tänder.

## Rörliga figurer
|  |  |  |

De fyra figurerna som flankerar uret sätts i rörelse varje timme. De representerar fyra företeelser som föraktades vid tiden när uret byggdes. Från vänster till höger är det först Fåfängan, som beundrar sig själv i en spegel. Därefter Girigbuken med en påse guld. Den tredje är Döden, ett skelett som slår tiden varje timme. Slutligen Turken som tänker på nöjen och lättsam underhållning. Varje timme ringer Döden i klockan och genast skakar de andra figurerna på huvudet och ger uttryck för att de ännu inte är redo att dö.

## Kalenderfunktionen
|  |  |

Kalendertavlan ersattes 1880 av en kopia. Originalet förvaras på Prags stadsmuseum.